# Ilybius poppiusi
Ilybius poppiusi is een keversoort uit de familie waterroofkevers (Dytiscidae). De wetenschappelijke naam van de soort is voor het eerst geldig gepubliceerd in 1907 door Zaitzev.